# 帥機
帥機（1537年—1595年），字惟審，號謙齋，江西臨川人，明朝政治人物，同進士出身。

## 生平
嘉靖三十一年（1552年）江西鄉試第五十名舉人。隆慶二年（1568年）中式戊辰科進士。初任河南汝宁府儒学教授时，曾创办大梁书院，选聘能师讲授艺文，使当地文风斐然。因办学有方。迁国子监学正，旋迁工部虞衡司主事。隆慶四年（1570年）典福建乡试，改南京礼部精膳司郎中。由礼部郎出守思南府，升河南提学副使，谪两浙盐运司，量移彰德府同知。时宁夏班师，上《平西夏颂》，诏録史馆，擢升南京刑部郎中。皇太子出閣視事，帥機獻《出閣講學頌》，受到嘉納。才学富贍，擅長詩賦，文學造詣較高，但是從政非其所長，官场屡遭挫折，萬曆二十二年（1594年）秋引病乞归，专事著述。

## 著作
著《南北二京赋》表上于朝，又有《陽秋館集》四十卷等。與丘兆麟、祝徽並稱為“臨川三大名士”。

## 家族
曾祖帥璉、祖父帥滌、父親帥時中。母丁氏；繼母何氏。慈侍下。兄帥樞。弟帥相。次子廷鉌字從升，三子廷鏌字從龍，俱有文名，著有《二從集》行世，时稱“帥氏二從”。